# هوریکاوا یاسوچیکا
هوریکاوا یاسوچیکا (به ژاپنی: 堀河 康親 ほりかわ やすちか)، تولد ۱۷۹۷ - مرگ ۱۸۵۹ میلادی، کوگیو (اشراف درباری) در اواخر دوره ادو بود) یک اشراف‌زاده درباری در اواخر دوره ادو بود. او پسر وزیر دادگستری، هاگیوارا کازوموتو بود. او همچنین پسرخوانده مشاور، هوریکاوا چیکازانه بود. او رتبه دوم جوان و گون چوناگون را داشت. او به دو امپراتور، امپراتور نینکو (صد و بیستمین) و امپراتور کومئی (صد و بیست و یکم) خدمت کرد. او پدر بیولوژیکی ایواکورا تومومی، از خادمان شایسته نوسازی میجی بود.